# استفان آلسدل
استفان آلسدل (انگلیسی: Stefan Olsdal؛ زادهٔ ۳۱ مارس ۱۹۷۴) موسیقی‌دان اهل سوئد است. وی از سال ۱۹۹۲ میلادی تاکنون مشغول فعالیت بوده‌است.